# 上条村 (新潟県東蒲原郡)
上条村（じょうじょうむら）は、かつて新潟県東蒲原郡にあった村。

## 沿革
- 1889年（明治22年）4月1日 - 町村制施行に伴い、東蒲原郡両郷村、払川村、九島村、小出村が合併して発足。
- 1954年（昭和29年）12月1日 - 東蒲原郡西川村、東川村と合併し、上川村となり消滅。
- 1956年（昭和31年）8月1日 - 旧村域、大字払川の一部が分離され、東蒲原郡津川町に編入。
- 2005年（平成17年）4月1日 - 上川村と津川町が他の町村と合併し、阿賀町となる。